# Лужки (Гродненська область)
Лужки (біл. Лужкі) — село в складі Гродненського району Гродненської області, Білорусь. Село підпорядковане Індурській сільській раді, розташоване у західній частині області.